# برادران (فیلم ۲۰۰۹)
برادران (به انگلیسی: Brothers) یک فیلم سینمایی آمریکایی درام روانشناختی محصول سال ۲۰۰۹ به کارگردانی جیم شریدان با بازی جیک جیلنهال، ناتالی پورتمن، نوید نگهبان، توبی مگوایر و سام شپارد است.

## داستان
سم افسر ارتش آمریکاست. سم و گریس و دو دخترشان یک زوج ایده‌آل هستند. تامی برادر سم به تازگی از زندان آزاد شده.
سم باید به گروهش در افغانستان بپیوندد. او خانواده اش را به برادرش تامی می‌سپارد و راهی جنگ می‌شود. هلیکوپتر سم سقوط می‌کند و او به همراه یک سرباز آمریکایی به اسارت شبه نظامیان افغان در می‌آیند. خبر مرگ سم را به گریس می‌دهند و گریس و تامی به گمان آنکه سم کشته شده روز به روز به هم نزدیک تر می‌شوند. با حمله نظامیان آمریکا به شبه نظامیان افغان سم از اسارت آزاد می‌شود و نزد خانواده اش بازمی‌گردد.
گریس کم‌کم در می‌یابد که سم دیگر آن همسر دوست داشتنی و پدر خوب خانواده نیست و همواره از خود می‌پرسد که در دوران اسارت چه بر او گذشته است؟ واقعاً چه شده است؟

## بازیگران
- توبی مگوایر در نقش سروان ساموئل «سم» کیهیل
- جیک جیلنهال در نقش توماس «تامی» کیهیل، برادر کوچکتر سم
- ناتالی پورتمن در نقش گریس کیهیل، همسر سم
- سم شپارد در نقش هنری «هنک» کیهیل، پدر سم و تامی
- میر وینینگهم در نقش السی کیهیل، نامادری سم و تامی
- بیلی مدیسن در نقش ایزابل کیهیل، دختر بزرگتر سم و گریس و برادرزاده تامی
- تیلور گیر در نقش مارگارت «مگی» کیهیل، دختر کوچکتر سم و گریس و برادرزاده تامی
- پاتریک فولوگر در نقش سرباز جوزف «جو» ویلیس
- کلیفتن کالینز جونیور در نقش سرگرد کاوازوس
- کری مولیگان در نقش کسی ویلیس، همسر جو
- امید ابطحی در نقش یوسف
- اتان سوپلی در نقش سویینی
- نوید نگهبان در نقش مراد
- یوسف اعظمی در نقش رهبر طالبان
- جنی وید در نقش تینا
- سزار اوورا در نقش گابریل
- عنایت دلاوری در نقش احمد
- ارون شیور در نقش ای. جی.
- ری پروئیت در نقش اوئن